# Тархановское сельское поселение (Ичалковский район)
Тархановское се́льское поселе́ние — упразднённое муниципальное образование в Ичалковском районе Мордовии Российской Федерации.
Административный центр — село Тарханово.

## История
Статус и границы сельского поселения установлены Законом Республики Мордовия от 1 декабря 2004 года № 98-З «Об установлении границ муниципальных образований Ичалковского муниципального района, Ичалковского муниципального района и наделении их статусом сельского поселения и муниципального района».
Законом от 17 мая 2018 года N 42-З Тархановское сельское поселение и сельсовет были упразднены, а входившие в их состав населённые пункты были включены в состав Берегово-Сыресевского сельского поселения и сельсовета с административным центром в селе Береговые Сыреси.

## Население
| 2002 | 2010 | 2012 | 2013 | 2014 | 2015 | 2016 |
| ---- | ---- | ---- | ---- | ---- | ---- | ---- |
| 878  | ↘683 | ↘650 | ↘625 | ↘606 | ↘584 | ↘565 |
| 2017 | 2018 | 2019 |      |      |      |      |
| ↘546 | ↘531 | ↘513 |      |      |      |      |

## Состав сельского поселения
| № | Населённый пункт | Тип населённого пункта       | Население |
| - | ---------------- | ---------------------------- | --------- |
| 1 | Ведянцы          | село                         | ↘155      |
| 2 | Инелей           | посёлок                      | ↘198      |
| 3 | Красный Яр       | посёлок                      | ↘0        |
| 4 | Сосновка         | посёлок                      | ↘14       |
| 5 | Тарханово        | село, административный центр | ↘316      |